# 国家天文馆 (马来西亚)

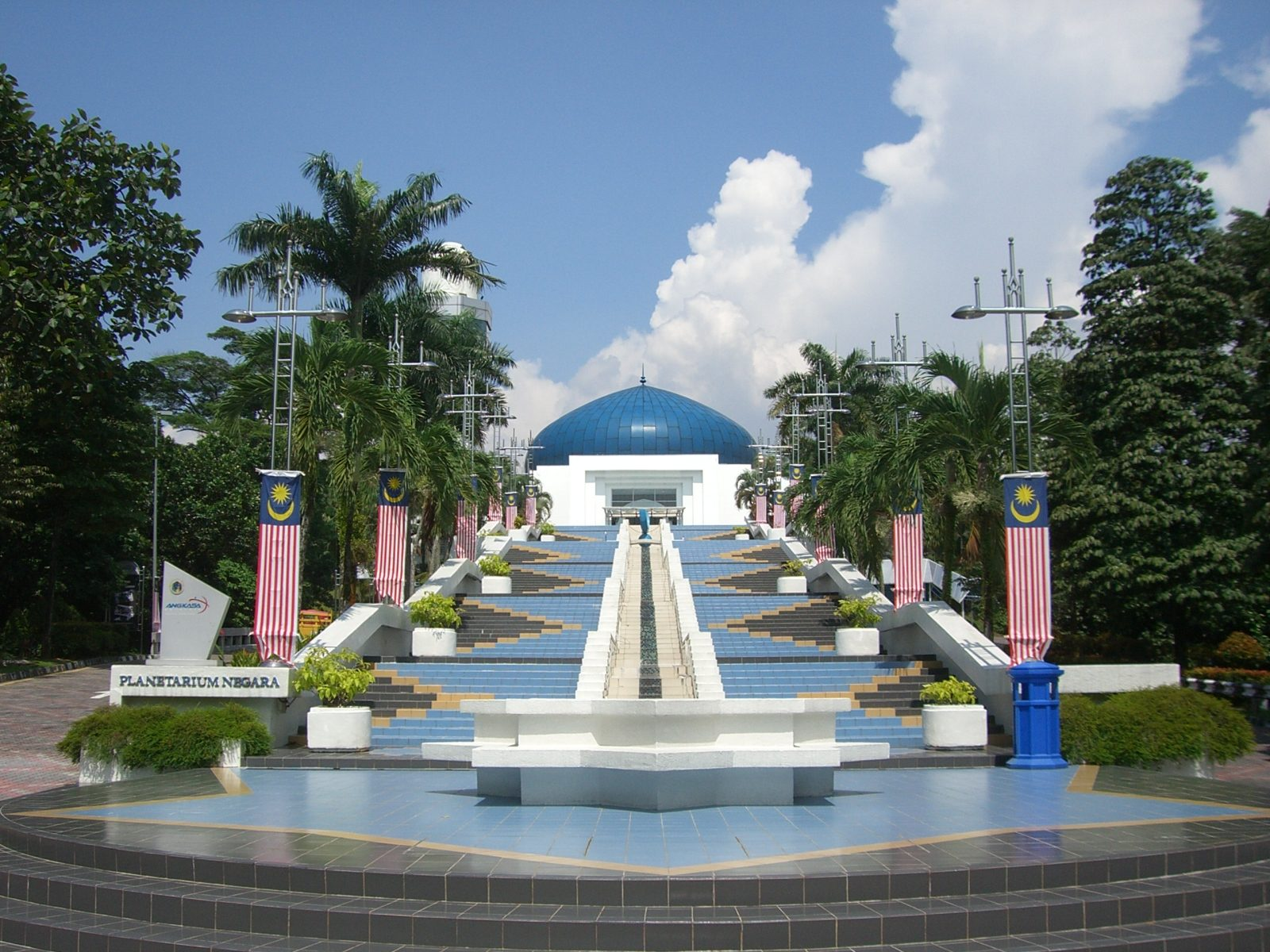
国家天文馆正门

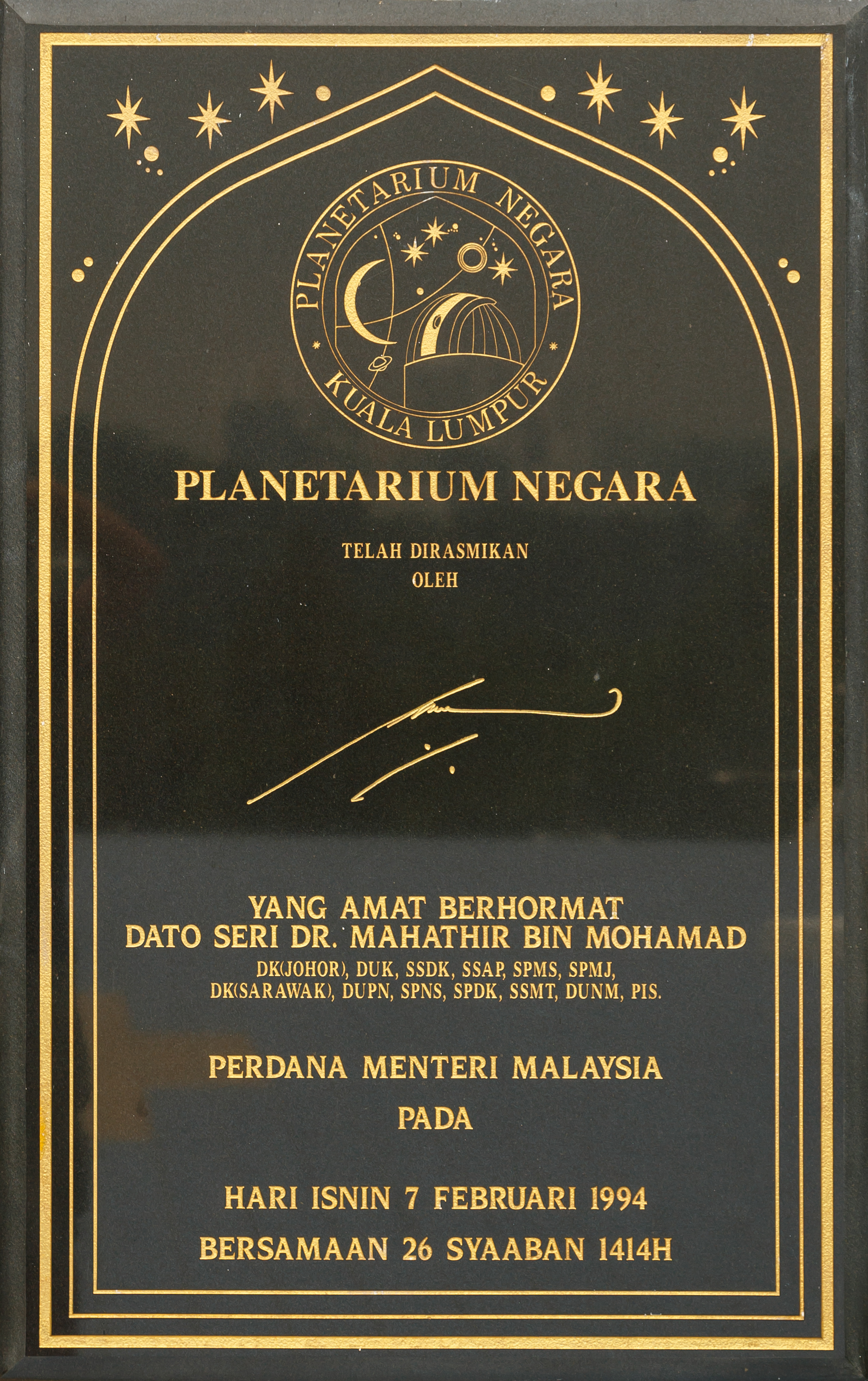
国家天文馆的开幕牌匾，上面写着该馆由时任首相马哈迪·莫哈末主持开幕

国家天文馆是马来西亚的国家级天文馆，位于首都吉隆坡，旨在通过融合太空科学和当地艺术来激发公众对太空的兴趣。

## 历史
1990年开始建设，1993年完成，并于同年5月向公众开放。1994年2月7日，该馆由时任首相马哈迪·莫哈末主持开幕。